# 三宝彝族乡
三宝彝族乡曾是中华人民共和国贵州省黔西南布依族苗族自治州晴隆县下辖的一个民族乡。2021年3月11日，撤销三宝彝族乡。三宝彝族乡撤销后，其原所辖行政区域划归三宝街道管辖。

## 行政区划
三宝彝族乡下辖以下村级行政区划单位：
三宝村、大坪村和干塘村。